# Battaglia del Nilo (47 a.C.)
La battaglia del Nilo fu uno scontro armato avvenuto nel 47 a.C., che vide le forze combinate romano-pergamene e idumee sotto la guida di Gaio Giulio Cesare sconfiggere quelle dei rivali di Arsinoe IV e Tolomeo XIII, che tentavano di sottrarre l'Egitto all'egemonia romana e alla sicura nomina di Cleopatra quale reggente fiduciaria per conto di Roma.

## Antefatti
Dal settembre del 48 a.C. fino al gennaio del 47, Cesare fu assediato "con l'onta di rimanere nascosto" ad Alessandria da Achilla (e dopo l'uccisione di questi per volere di Arsinoe, da Ganimede), comandante delle truppe egizie, con circa 3 000 uomini, rimanendo trincerato nella parte interna del palazzo reale (pars oppidi), che comprendeva un intero quartiere di Alessandria (chiamato Bruchion). Nessuno degli stratagemmi degli egizi era riuscito a vincere la resistenza romana, compreso quello di tagliare i condotti delle acque escogitato da Ganimede, o quello di condurre un attacco via mare  prendendo possesso delle navi romane inviate a Pompeo assieme a quelle in dotazione alla città (in totale 72), che era stato prontamente sventato dalla decisione di Cesare di dare fuoco alla flotta con l'uso di fiaccole impregnate di pece.
Cesare aveva cercato di risolvere la guerra civile egizia tra Tolomeo e sua sorella Cleopatra anche facendo concessioni alla dinastia, come quando restituì Cipro (ultimo dei possedimenti d'oltre mare dell'antico Impero tolemaico, che era stata conquistata da Catone il Giovane su proposta di Publio Clodio Pulcro) all'Egitto, destinando Arsinoe e il fratello Tolomeo XIV a governarla. Quando Cesare decise di appoggiare Cleopatra, il quindicenne Tolomeo fu prima catturato e successivamente rilasciato da Cesare nel tentativo di creare tensioni interne al campo egizio, cosciente anche del fatto che continuare a trattenere un simile ostaggio non potesse risolvere il conflitto. Tolomeo, dopo aver dissimulato le sue intenzioni pacifiche, si mise a capo delle truppe per affrontare sul campo le forze di Mitridate, re cliente fedele a Cesare, sopraggiungenti dalla roccaforte egizia di Pelusio, conquistata con l'aiuto di Antipatro (alla guida di 1 500 opliti e di contingenti arabi), il capo idumeo curator della Giudea.

## La battaglia
Gli egizi non erano riusciti a circondare completamente i romani, in modo da tagliare loro i rinforzi e i rifornimenti. Arrivato sul delta del Nilo in gennaio, Mitridate, dopo aver sconfitto la forza egizia inviata contro di lui, andò incontro a Tolomeo. Cesare, informato dell'arrivo del suo alleato, lasciò una piccola guarnigione (dopo aver ingannato gli egizi operando una finta fuga verso Oriente, per poi ridiscendere verso il campo egizio dalla capitale) in Alessandria e si affrettò a raggiungerlo. Uniti i due eserciti, circa 20 000 uomini, si scontrò con gli egizi a fine marzo del 47 nella battaglia del Nilo. L'armata egizia, equipaggiata alla maniera greca e composta anche del presidio romano di milites gabiniani precedentemente installati dal governatore della Siria Aulo Gabinio (che aveva restaurato Tolomeo XII Aulete contrariamente alle decisioni del Senato e al responso dei libri sibillini, e per questo era stato messo a processo), e poi passati dalla parte degli egizi, era all'incirca della stessa grandezza.
Gli Egizi furono sopraffatti e i Romani conquistarono il campo di Tolomeo. Migliaia di fuggitivi, incluso Tolomeo, annegarono quando le loro barche si rovesciarono.
Cesare si impadronì così dell'Egitto e pose Cleopatra sul trono insieme a un altro dei suoi fratelli, Tolomeo XIV.